# 5458 Aizman
5458 Aizman è un asteroide della fascia principale del diametro medio di circa 26,49 km. Scoperto nel 1980, presenta un'orbita caratterizzata da un semiasse maggiore pari a 3,1724539 UA e da un'eccentricità di 0,0283868, inclinata di 9,17679° rispetto all'eclittica.